# Jason Denayer
Jason Grégory Marianne Denayer (Jette, 28 juni 1995) is een Belgisch voetballer die als verdediger speelt. In juli 2023 verruilde hij Shabab Al-Ahli uit de Verenigde Arabische Emiraten voor Al-Fateh uit Saoedi-Arabië. Denayer debuteerde in 2015 in het Belgisch voetbalelftal, waarmee hij op het Europees kampioenschap van 2016 en 2020 speelde.

## Clubcarrière

### Jeugd
Jason Denayer is een zoon van een Belgische vader en een Congolese moeder. Hij woonde met zijn vader in een kleine studio in Brussel, terwijl zijn moeder in Ganshoren woonde. Denayer begon op zesjarige leeftijd te voetballen bij het plaatselijke FC Ganshoren. In 2006, op 11-jarige leeftijd vertrok hij naar RSC Anderlecht. Anderlecht ziet hem niet als grote belofte, waardoor hij 2 jaar later koos voor de JMG Academy van Jean-Marc Guillou in Tongerlo waar de focus ligt op techniek. Jongeren op de academie spelen gedurende vier à vijf jaar geen competitievoetbal. Er worden wel wedstrijden georganiseerd tegen eersteklassers, vier tegen vier en op blote voeten. Zodra ze een bepaald niveau bereiken mogen ze schoenen aantrekken. Het leven op de academie bestond uit voetballen, studeren, eten en slapen. Een van zijn trainers was Thomas Caers. Hij werd omgeturnd tot centrale verdediger. Bij paars-wit was Denayer nog een spits. Als Maged Samy hem op zestienjarige leeftijd zoals beloofd een contract had aangeboden, speelde hij bij Lierse. Dat gebeurde echter niet.
In 2012 vertrok hij op 18-jarige leeftijd naar Engeland waar hij via een trial uiteindelijk werd opgepikt in de jeugdopleiding van Manchester City nadat hij het eerder probeerde bij Liverpool. Lierse kreeg een opleidingsvergoeding. Hij maakte er deel uit van het Elite Development Squad, dat jonge spelers klaarstoomt voor het grote werk bij de A-kern. Hij kreeg er een profcontract en werd een van de sterkhouders van de tweede ploeg.

### Manchester City
In de zomer van 2014 mocht Denayer voor het eerst mee met het eerste team van Manchester City op oefenstage naar Schotland. Hij mocht van coach Manuel Pellegrini debuteren in een voorbereidingswedstrijd tegen Dundee. Ook de Belgische jongeren Dedryck Boyata en Mathias Bossaerts stonden aan zijn zijde.

#### Verhuur aan Celtic Glasgow
Op 12 augustus 2014 werd bekend dat de centrale verdediger voor één seizoen verhuurd werd aan de Schotse kampioen Celtic. In het sterrenteam van City had de jonge verdediger weinig tot geen garanties op speelminuten. Hij was meteen de eerste aankoop van coach Ronny Deila. De transfer naar Schotland kwam er op aanraden van beloftecoach Patrick Vieira. Bij Celtic krijgt hij de kans om ervaring op te doen op het hoogste niveau. Hij speelt er centraal in de verdediging aan de zijde van de Nederlander Virgil van Dijk.
Vier dagen na Celtic versterkt te hebben debuteerde hij voor de club in de Scottish Premier League tegen Dundee United. Hij scoorde na drie minuten zijn eerste doelpunt voor The Celts, dat met 6-1 won in het eigen Celtic Park. Het was zijn eerste wedstrijd op het hoogste niveau. Op 20 augustus 2014 mocht hij in de play-offronde van de Champions League in de basiself beginnen tegen NK Maribor. Denayer komt bij de Schotse grootmacht veel aan spelen toe, wat goed is voor zijn ontwikkeling als voetballer. Hij maakt er een sterke indruk waardoor er sprake is van een verlengd verblijf. Hij werd uiteindelijk Schots kampioen en veroverde de Scottish League Cup, waar hij speelde als basisspeler (de wedstrijd werd gewonnen met 0-2 tegen Dundee United). Jason Denayer werd ook individueel bekroond. Zo werd hij verkozen tot "Jonge Voetballer van het jaar" door de vereniging van profvoetballers. Zijn prestaties ontsnapten ook niet aan de aandacht van bondscoach Marc Wilmots die hem liet debuteren voor de Rode Duivels. Hij speelde 44 wedstrijden voor Celtic, waarin hij 6 keer tot scoren toe kwam.
De sterke prestaties bleven ook niet onopgemerkt bij zijn moederclub Manchester City. Hij tekende er een nieuw contract van maar liefst 5 seizoenen, mede omdat zijn contract het jaar erop zou aflopen.

#### Verhuur aan Galatasaray
Op 31 augustus 2015 werd bekend gemaakt dat Manchester City Denayer opnieuw voor één jaar verhuurt aan Galatasaray. De Rode Duivel verkiest een avontuur bij de Turkse grootmacht boven het Franse Olympique Marseille en Olympique Lyon. Bij de club uit Istanboel kan hij weer Champions League spelen. Bij de Citizens zou de verdediger niet op veel speelgelegenheid moeten rekenen door de komst van Nicolas Otamendi en de concurrentie van ervaren verdedigers als Vincent Kompany, Eliaquim Mangala en Martin Demichelis.
Hij debuteert op 15 september in de Champions League tegen Atletico Madrid (0-2 verlies). Zijn eerste wedstrijd in de Süper Lig speelt hij 4 dagen later op 19 september tegen Trabzonspor (0-1 overwinning). Op 26 mei mocht Denayer starten in de bekerfinale in Antalya tegen grote rivaal Fenerbahçe. Hij stond 90 minuten centraal in de verdediging. Het werd 1-0 na een goal van de Duitse international Lukas Podolski. De assist kwam van de voet van Jason Denayer. In totaal speelde hij 28 wedstrijden voor Galatasaray waarvan 17 competitieduels. Soms werd hij uitgespeeld als centrale verdediger, een aantal wedstrijden als rechtsback. Hij had niet altijd een basisplaats.

#### Verhuur aan Sunderland AFC
Jason Denayer kon bij Manchester City nog steeds niet op veel kansen rekenen. Daarom werd de centrale verdediger op 31 augustus 2016 voor een jaar uitgeleend, ditmaal aan reeksgenoot Sunderland. Hij kon ook terug Galatasaray. Ook Hull City, Southampton en het Portugese Sporting Lissabon hadden interesse. City verkoos hem in Engeland te houden zodat hij ervaring zou opdoen in de Premier League. Bij Sunderland kwam hij landgenoot Januzaj tegen. Op 12 september 2016 debuteerde hij voor zijn nieuwe club als invaller tegen Everton. Denayer had moeite om constant te presteren op een hoog niveau. Hij werd vaak op het middenveld gezet in plaats van zijn natuurlijke positie als verdediger. Zowel bij Galatasaray als bij Celtic had hij de ambities om prijzen te pakken. Dit seizoen begon hij voor het eerst wekelijks aan de wedstrijd met het doel om niet te verliezen in plaats van te winnen. Wat verandert dat concreet? Jason Denayer beleefde een moeilijker seizoen met Sunderland dat uit de Premier League tuimelde. Hij komt 29 keer in actie voor de ploeg uit Sunderland.

#### Tweede verhuur aan Galatasaray
Op 30 augustus 2017 raakt bekend dat Denayer voor de tweede keer aan de slag gaat bij de Turkse topclub Galatasaray. Hij wordt opnieuw gehuurd voor één seizoen. Het is meteen zijn vierde uitleenbeurt in even veel jaar. Na een slecht seizoen bij Sunderland wil hij zich weer in de kijker spelen bij bondscoach Roberto Martínez met oog op het EK in Rusland. De voorbije maanden waren heel wat clubs geïnteresseerd in Denayer, maar werkgever City lag dwars omdat het de verdediger liever naar zusterclub Girona wilde versluizen. Na 1 jaar gevochten te hebben tegen de degradatie wou Denayer weer aanknopen met de successen.
Op 28 januari 2018 gaf Denayer 60 succesvolle passes in een 2–0 overwinning tegen Osmanlıspor. Hiermee verbrak hij het vorige record in de Süper Lig van Atiba Hutchinson voor Beşiktaş, een record dat dateert van het seizoen 2014/15. Jason Denayer pakt op slotspeeldag de Turkse landstitel met Galatasaray. Hij kwam ondanks de vele blessures dat seizoen 22 keer in actie bij de Turkse grootmacht.

### Olympique Lyon
Na 4 uitleenbeurten wou Jason Denayer meer stabiliteit. In Engeland slaagde hij er niet in door te breken. Hij speelde zelfs nooit voor het eerste elftal. Op 22 augustus 2018 verkaste Denayer voor zo'n € 10.000.000,- van City naar Lyon. Hij tekende er een contract tot 2022 en kreeg het rugnummer 5 bij de club uit de Ligue 1. Denayer werd door de Rhone club al drie jaar gevolgd, wat aantoont dat ze hem echt wouden.
Op 31 augustus 2018 maakte hij zijn debuut in de Ligue 1 tegen Nice. De wedstrijd werd verloren met 0-1. Zijn eerste goal in Franse loondienst maakte hij op 23 november tegen Saint-Étienne. Het was meteen een belangrijk doelpunt aangezien het de enige en winnende treffer was (1-0 overwinning). Op 3 februari 2019 versloeg Lyon het tot dan toe ongeslagen PSG met 2-1. In deze wedstrijd viel Denayer op met een verdedigende actie waarbij hij een bal van de doellijn kopte en zo een zeker tegendoelpunt voorkwam. In de achtste finale van de Champions League trof Lyon Barcelona. In de heenwedstrijd kon de Catalaanse club op 0-0 gehouden worden, maar in Camp Nou werd Lyon alsnog uitgeschakeld met een 5-1 pandoering. Lyon eindigde de competitie op de derde plaats met 72 punten. Denayer speelde 31 wedstrijden als basisspeler in de competitie en groeide uit tot een van de sterkhouders van de Franse topclub. In alle competities samen kwam hij 45 keer in actie, waarin hij goed was voor drie doelpunten.
Aan het begin het seizoen 2019/20 werd Jason Denayer na het vertrek van Nabil Fekir als nieuwe kapitein aangeduid door trainer Sylvinho. Hij kreeg de aanvoerdersband omwille van zijn natuurlijk leiderschap. Bij Lyon groeide hij in zijn eerste seizoen uit tot een sterkhouder achterin. Op de tweede speeldag van het nieuwe seizoen won Lyon met 6-0 van Angers. Denayer verstuurde die wedstrijd 114 passes die allemaal aankwamen. Hiermee breekt hij een opvallend record. Hij is de eerste speler in de "grote vijf Europese competities" die hierin slaagde sinds het begin van de metingen van Opta in het seizoen 2006/07. In november 2019 werd de Braziliaanse trainer Sylvinho ontslagen en vervangen door Rudi Garcia. De nieuwe trainer nam de aanvoerdersband van Denayer af en gaf deze aan de Nederlander Memphis Depay. In de Champions League bereikte Lyon, na onder meer Manchester City verrassend met 3-1 te hebben geklopt, de halve finale, waarin Bayern München met 3-0 te sterk was. De Duitsers zouden uiteindelijk ook de eindwinst pakken. 
In het seizoen 2021/22 was Denayer steevast een vaste basisspeler. Na een enkelblessure rond de jaarwisseling kwam hij nauwelijks nog in actie omdat hij zijn contract niet wou verlengen. Lyon is een grote naam in de Ligue 1 en hij had er volgend seizoen uitzicht op Europees voetbal, maar het aantal topwedstrijden blijft er beperkt. Denayer had zijn zinnen gezet op een topclub in een grotere competitie. Lyon zette Denayer terug naar het B-elftal. Hierdoor speelde Denayer in zijn laatste seizoen slechts 20 wedstrijden voor Lyon, waarin hij goed was voor drie doelpunten. Uiteindelijk gingen club en speler deze zomer na vier jaar met ruzie uit elkaar. In vier jaar in Franse loondienst speelde hij 139 wedstrijden waarin hij acht keer wist te scoren.

### Shabab Al-Ahli
Nadat Denayer ruim drie maanden zonder club zat, tekende hij op 28 september 2022 een contract van één jaar bij Shabab Al-Ahli, een club uit Dubai in de Verenigde Arabische Emiraten. Shabab Al Ahli is wel een van de grootste clubs in het Midden-Oosten. De lijst van geïnteresseerde clubs was eindeloos: Torino, Fulham, Valencia, Galatasaray, Beşiktaş en Wolverhampton deden Denayer een aanlokkelijk voorstel, maar telkens was er wel iets dat de verdediger tegenhield om zijn handtekening te zetten. Sportief was de keuze voor Dubai geen topproject, maar het gaf hem wel het perspectief om deel uit te maken van de WK-selectie in november. Bondscoach Martinez maakte Denayer eerder duidelijk dat een selectie voor het WK in Qatar uitgesloten was, mocht hij niet aan speelminuten geraken in clubverband.
Op 2 oktober 2022 maakte hij zijn debuut tegen Al Dhafra. Hij viel 23 minuten voor tijd in. De wedstrijd werd met 3-2 verloren. Op de vijfde speeldag stond hij tegen Al Ittihad Kalba voor het eerst in de basis. Na 81 minuten werd hij naar de kant gehaald. De wedstrijd eindigde op een doelpuntenloos gelijkspel. Bij Shabab Al-Ahli geraakte hij ondanks zijn internationale voetbalervaring slechts aan 11 wedstrijden en zat hij vaak op de bank.

### Al-Fateh
Op 23 juli 2023 tekende Jason Denayer een tweejarig contract bij de Saudische middenmoter Al-Fateh.

## Clubstatistieken
| Seizoen     | Club             | Land                                  | Competitie              | Competitie | Competitie | Beker | Beker | Europa | Europa | Totaal | Totaal |
| Seizoen     | Club             | Land                                  | Competitie              | Wed.       | Dlp.       | Wed.  | Dlp.  | Wed.   | Dlp.   | Wed.   | Dlp.   |
| ----------- | ---------------- | ------------------------------------- | ----------------------- | ---------- | ---------- | ----- | ----- | ------ | ------ | ------ | ------ |
| 2014/15     | Manchester City  | Vlag van Engeland                     | Premier League          | 0          | 0          | 0     | 0     | 0      | 0      | 0      | 0      |
| Club Totaal | Club Totaal      | Club Totaal                           | Club Totaal             | 0          | 0          | 0     | 0     | 0      | 0      | 0      | 0      |
| 2014/15     | → Celtic Glasgow | Vlag van Schotland                    | Scottish Premier League | 29         | 5          | 8     | 1     | 7      | 0      | 44     | 6      |
| Club Totaal | Club Totaal      | Club Totaal                           | Club Totaal             | 29         | 5          | 8     | 1     | 7      | 0      | 44     | 6      |
| 2015/16     | → Galatasaray    | Vlag van Turkije                      | Süper Lig               | 17         | 0          | 5     | 0     | 6      | 0      | 28     | 0      |
| Club Totaal | Club Totaal      | Club Totaal                           | Club Totaal             | 17         | 0          | 5     | 0     | 6      | 0      | 28     | 0      |
| 2016/17     | → Sunderland     | Vlag van Engeland                     | Premier League          | 24         | 0          | 3     | 0     | —      | —      | 27     | 0      |
| Club Totaal | Club Totaal      | Club Totaal                           | Club Totaal             | 24         | 0          | 3     | 0     | 0      | 0      | 27     | 0      |
| 2017/18     | → Galatasaray    | Vlag van Turkije                      | Süper Lig               | 22         | 0          | 0     | 0     | 0      | 0      | 22     | 0      |
| Club Totaal | Club Totaal      | Club Totaal                           | Club Totaal             | 39         | 0          | 5     | 0     | 6      | 0      | 50     | 0      |
| 2018/19     | Olympique Lyon   | Vlag van Frankrijk                    | Ligue 1                 | 31         | 2          | 6     | 1     | 8      | 0      | 45     | 3      |
| 2019/20     | Olympique Lyon   | Vlag van Frankrijk                    | Ligue 1                 | 25         | 0          | 7     | 0     | 9      | 0      | 41     | 0      |
| 2020/21     | Olympique Lyon   | Vlag van Frankrijk                    | Ligue 1                 | 28         | 1          | 2     | 1     | —      | —      | 30     | 2      |
| 2021/22     | Olympique Lyon   | Vlag van Frankrijk                    | Ligue 1                 |            |            |       |       | —      | —      |        |        |
| Club Totaal | Club Totaal      | Club Totaal                           | Club Totaal             | 84         | 3          | 15    | 2     | 17     | 0      | 116    | 5      |
| 2022/23     | Shabab Al-Ahli   | Vlag van Verenigde Arabische Emiraten | VAE Liga                | 0          | 0          | 0     | 0     | 0      | 0      | 0      | 0      |
| Club Totaal | Club Totaal      | Club Totaal                           | Club Totaal             | 0          | 0          | 0     | 0     | 0      | 0      | 0      | 0      |
| Totaal      | Totaal           | Totaal                                | Totaal                  | 155        | 8          | 31    | 3     | 30     | 0      | 216    | 11     |

Laatst bijgewerkt op 21 april 2021.

## Interlandcarrière
Onder leiding van bondscoach Marc Wilmots maakte Denayer zijn debuut voor de nationale ploeg van België op dinsdag 31 maart 2015 in de EK-kwalificatiewedstrijd in en tegen Israël toen België met 0-1 voorstond. Hij viel in dat duel na 67 minuten in voor Christian Benteke. Na een tweede gele kaart voor Vincent Kompany werd het nog spannend maar Denayer verdedigde goed en 0-1 werd ook de eindstand. Op 7 juni 2015 kreeg hij voor het eerst een basisplaats, in een oefeninterland in en tegen Frankrijk die met 3-4 gewonnen werd.
Denayer werd geselecteerd voor het EK 2016 in Frankrijk. België verloor in de groepsfase met 0-2 van Italië, maar na zeges tegen Ierland en Zweden stootte het alsnog door. In de achtste finale werd Hongarije met 0-4 opzijgezet. Door een blessure van Jan Vertonghen en het ontbreken van Kompany startte Denayer noodgedwongen in de kwartfinale tegen Wales, tevens zijn enige wedstrijd op het toernooi. België verloor met 3-1 en was dus uitgeschakeld.
De blamage tegen Wales betekende ook voor Denayer dat hij een hele tijd niet opgeroepen zou worden en het WK 2018 in Rusland aan zich voorbij moest laten gaan. Na zijn goede prestaties met Lyon in het seizoen 2018-19 werd hij in oktober 2018 opnieuw opgenomen in de selectie van Roberto Martínez. In de oefeninterland tegen Nederland van 16 oktober 2018 (1-1) maakte hij zijn rentree bij de nationale ploeg. Hij speelde de hele wedstrijd.
Op 5 september 2020 maakte Denayer zijn eerste doelpunt voor de nationale ploeg. Hij opende de score in de Nations League-wedstrijd tegen Denemarken.
In 2021 maakte Denayer deel uit van de Belgische selectie van het door corona tot 2021 uitgestelde EK 2020. In de openingswedstrijd tegen Rusland (3-0 winst) bleef hij op de bank ten voordele van Dedryck Boyata, maar in de tweede groepswedstrijd tegen Denemarken stond hij in de basis. Al vroeg in de wedstrijd maakte hij echter een fout bij het uitvoetballen, waardoor de Denen op voorsprong kwamen. In de tweede helft keerden de Rode Duivels de situatie echter om, dankzij doelpunten van Thorgan Hazard en de ingevallen Kevin De Bruyne, waardoor kwalificatie voor de volgende ronde veiliggesteld was.
In eerste instantie werd Denayer in november 2022 niet opgeroepen voor het WK 2022 in Qatar. Toch ging hij mee op trainingskamp in Koeweit om eventueel de gekwetste Jan Vertonghen te vervangen.

## Interlands
| Interlands van Jason Denayer voor België | Interlands van Jason Denayer voor België | Interlands van Jason Denayer voor België | Interlands van Jason Denayer voor België | Interlands van Jason Denayer voor België | Interlands van Jason Denayer voor België |
| Nr.                                      | Datum                                    | Wedstrijd                                | Uitslag                                  | Competitie                               | Goals                                    |
| Als speler bij Celtic FC                 | Als speler bij Celtic FC                 | Als speler bij Celtic FC                 | Als speler bij Celtic FC                 | Als speler bij Celtic FC                 | Als speler bij Celtic FC                 |
| ---------------------------------------- | ---------------------------------------- | ---------------------------------------- | ---------------------------------------- | ---------------------------------------- | ---------------------------------------- |
| 1.                                       | 31 maart 2015                            | Israël – België                          | 0 – 1                                    | EK Kwalificatie 2016                     | -                                        |
| 2.                                       | 7 juni 2015                              | Frankrijk - België                       | 3 – 4                                    | Vriendschappelijk                        | -                                        |
| 3.                                       | 12 juni 2015                             | Wales - België                           | 1 – 0                                    | EK Kwalificatie 2016                     | -                                        |
| Als speler bij Galatasaray SK            |                                          |                                          |                                          |                                          |                                          |
| 4.                                       | 13 november 2015                         | België - Italië                          | 3 – 1                                    | Vriendschappelijk                        | -                                        |
| 5.                                       | 29 maart 2016                            | Portugal - België                        | 2 - 1                                    | Vriendschappelijk                        | -                                        |
| 6.                                       | 1 juni 2016                              | België - Finland                         | 1 - 1                                    | Vriendschappelijk                        | -                                        |
| 7.                                       | 5 juni 2016                              | België - Noorwegen                       | 3 - 2                                    | Vriendschappelijk                        | -                                        |
| Als speler bij Manchester City           |                                          |                                          |                                          |                                          |                                          |
| 8.                                       | 1 juli 2016                              | België - Wales                           | 1 - 3                                    | EK 2016                                  | -                                        |
| Als speler bij Olympique Lyonnais        |                                          |                                          |                                          |                                          |                                          |
| 9.                                       | 16 oktober 2018                          | België - Nederland                       | 1 - 1                                    | Vriendschappelijk                        | -                                        |
| 10.                                      | 15 november 2018                         | België - IJsland                         | 2 - 0                                    | UEFA Nations League 2018/19              | -                                        |
| 11.                                      | 6 september 2019                         | San Marino - België                      | 0 - 4                                    | EK Kwalificatie 2020                     | -                                        |
| 12.                                      | 16 november 2019                         | Rusland – België                         | 1 – 4                                    | EK Kwalificatie 2020                     | -                                        |
| 13.                                      | 19 november 2019                         | België – Cyprus                          | 6 – 1                                    | EK Kwalificatie 2020                     | -                                        |
| 14.                                      | 5 september 2020                         | Denemarken – België                      | 0 – 2                                    | UEFA Nations League 2020/21              | 9'                                       |
| 15.                                      | 8 september 2020                         | België – IJsland                         | 5 – 1                                    | UEFA Nations League 2020/21              | -                                        |
| 16.                                      | 11 oktober 2020                          | Engeland – België                        | 2 – 1                                    | UEFA Nations League 2020/21              | -                                        |
| 17.                                      | 14 oktober 2020                          | IJsland – België                         | 1 – 2                                    | UEFA Nations League 2020/21              | -                                        |
| 18.                                      | 11 november 2020                         | België – Zwitserland                     | 2 – 1                                    | Vriendschappelijk                        | -                                        |
| 19.                                      | 15 november 2020                         | België – Engeland                        | 2 – 0                                    | UEFA Nations League 2020/21              | -                                        |
| 20.                                      | 18 november 2020                         | België – Denemarken                      | 4 – 2                                    | UEFA Nations League 2020/21              | -                                        |
| 21.                                      | 24 maart 2021                            | België – Wales                           | 3 – 1                                    | Kwalificatie WK 2022                     | -                                        |
| 22.                                      | 27 maart 2021                            | Tsjechië – België                        | 1 – 1                                    | Kwalificatie WK 2022                     | -                                        |
| 23.                                      | 30 maart 2021                            | België – Wit-Rusland                     | 8 – 0                                    | Kwalificatie WK 2022                     | -                                        |
| 24.                                      | 3 juni 2021                              | België – Griekenland                     | 1 – 1                                    | Vriendschappelijk                        | -                                        |
| 25.                                      | 6 juni 2021                              | België – Kroatië                         | 1 – 0                                    | Vriendschappelijk                        | -                                        |
| 26.                                      | 17 juni 2021                             | Denemarken - België                      | 1 – 2                                    | EK 2020 groepsfase                       | -                                        |
| 27.                                      | 21 juni 2021                             | Finland - België                         | 0 – 2                                    | EK 2020 groepsfase                       | -                                        |
| 28.                                      | 2 september 2021                         | Estland - België                         | 2 – 5                                    | Kwalificatie WK 2022                     | -                                        |
| 29.                                      | 5 september 2021                         | België – Tsjechië                        | 3 – 0                                    | Kwalificatie WK 2022                     | -                                        |
| 30.                                      | 8 september 2021                         | Wit-Rusland − België                     | 0 – 1                                    | Kwalificatie WK 2022                     | -                                        |
| 31.                                      | 7 oktober 2021                           | België – Frankrijk                       | 2 – 3                                    | UEFA Nations League 2020/21 halve finale | -                                        |
| 32.                                      | 10 oktober 2021                          | Italië – België                          | 2 – 1                                    | UEFA Nations League 2020/21 troostfinale | -                                        |
| 33.                                      | 13 november 2021                         | België - Estland                         | 3 – 1                                    | Kwalificatie WK 2022                     | -                                        |
| 34.                                      | 26 maart 2022                            | Ierland – België                         | 2 – 2                                    | Vriendschappelijk                        | -                                        |
| 35.                                      | 29 maart 2022                            | België – Burkina Faso                    | 3 – 0                                    | Vriendschappelijk                        | –                                        |
| Totaal                                   | Totaal                                   | Totaal                                   | Totaal                                   | Totaal                                   | 1                                        |

Bijgewerkt t/m 29 maart 2022

## Erelijst
| Competitie                       |        |         |        |        |
| Competitie                       | Aantal | Jaren   |        |        |
| Celtic                           | Celtic | Celtic  | Celtic | Celtic |
| -------------------------------- | ------ | ------- | ------ | ------ |
| Kampioen Scottish Premier League | 1x     | 2014/15 |        |        |
| Scottish League Cup              | 1x     | 2014/15 |        |        |
| Galatasaray SK                   |        |         |        |        |
| Türkiye Kupası                   | 1x     | 2015/16 |        |        |
| Süper Lig                        | 1x     | 2017/18 |        |        |

Individueel
- Scottish Premiership 'Jonge speler van de maand': maart 2015
- Scottish Premiership 'Jonge speler van het jaar': 2014/15
- Celtic FC 'Jonge speler van het jaar': 2014/15
- PFA Scotland Team van het jaar: 2014/15